# Aporophyla electrica
Aporophyla electrica là một loài bướm đêm trong họ Noctuidae.